# Ladislav Kozderka (skladatel)
Ladislav Kozderka starší (2. března 1913 Královo Pole – 11. prosince 1999 Brno) byl český skladatel, dirigent a klavírista.

## Život
Vystudoval v letech 1933–1938 brněnskou konzervatoř. V roce 1951 Ladislav Kozderka spoluzakládal Brněnský estrádní rozhlasový orchestr, kde byl jeden rok dirigentem. V rozhlase působil přes 30 let (od roku 1941), do důchodu odešel v roce 1974. V 80. a na počátku 90. let vedl v Brně-Bystrci dětský pěvecký sbor Vrabčáci.
Zemřel roku 1999 v Brně a byl pohřben na Vinohradském hřbitově v Praze.

## Příbuzní
Je otcem zpěvačky a herečky Laďky Kozderkové, malířky Aleny Podzemné, jejichž matkou je Helena Kozderková, a Ladislava Kozderky, kterého má se zpěvačkou Květoslavou Navrátilovou.
Jeho nejznámější skladbou je swingový hit Měsíc ve víně.